# パワーフレーム
パワーフレームシステムは、建設現場で型枠支保工を行う際に用いる構造物の一種である。

## 概要
支柱、水平材をフランジ型くさび接合金具により接合し組み立てる方式の、足場及び型枠支保工の構造物である。支柱の外径はφ60.5mm。支柱耐力は筋交の設置方法や種類によって異なるが、支柱1本当たり65,000Ｎと80,000Ｎの強度である。
資材の特徴として、(1)強力な支柱許容耐力、(2)強力軽量なアルミ大引材、(3)剛性の高い接続金具、(4)躯体を選ばない、自在梁下枠と自在梁下枠サポート、(5)ボックスカルバートのハンチ受け専用部材やブラケット型支保工材が挙げられる。
社団法人仮設工業会の承認制度取得システム支保工である。関東地方では湘栄産業株式会社、SNビルテックが保有している。